# Стронголи
Стро̀нголи (на италиански: Strongoli) е градче и община в Южна Италия, провинция Кротоне, регион Калабрия. Разположено е на 342 m надморска височина. Населението на общината е 6486 души (към 2012 г.).